# Ceylonese wormsalamander
De Ceylonese wormsalamander (Ichthyophis glutinosus) is een amfibie uit de familie Ichthyophiidae. De soort werd vermeld door Carl Linnaeus in 1758 in de tiende editie van Systema naturae als Caecilia glutinosa.

## Uiterlijke kenmerken
De huid is bruin met een blauwe weerschijn. Het dier heeft een lang en dun lichaam met ringgroeven en een korte staart. Het lichaam vertoont veel overeenkomsten met een regenworm. Tussen de neusgaten en de ogen bevinden zich een paar tentakels, waarmee hij geuren kan waarnemen. De lichaamslengte bedraagt maximaal 45 cm.

## Leefwijze
Het voedsel van deze terrestrische of gravende wormsalamander bestaat hoofdzakelijk uit wormen en andere ongewervelden. Zijn leven speelt zich ondergronds af in slikkige aarde of in moerassen.

## Voortplanting
Het vrouwtje beschermt haar legsel door zich eromheen te wikkelen.

## Verspreiding en leefgebied
De Ceylonese wormsalamander is endemisch in Sri Lanka.